# Цілинна ділянка (Дорожнянка)
Цілинна ділянка — ботанічний заказник місцевого значення. Об'єкт розташований на території Гуляйпільського району Запорізької області, село Дорожнянка.
Площа — 58,3 га, статус отриманий у 1980 році.
Статус надано з метою охорони місць зростання лікарських рослин. Охороняється цілинна ділянка у полях сівозміни, де зростають астрагал, шипшина, глід.

## Галерея

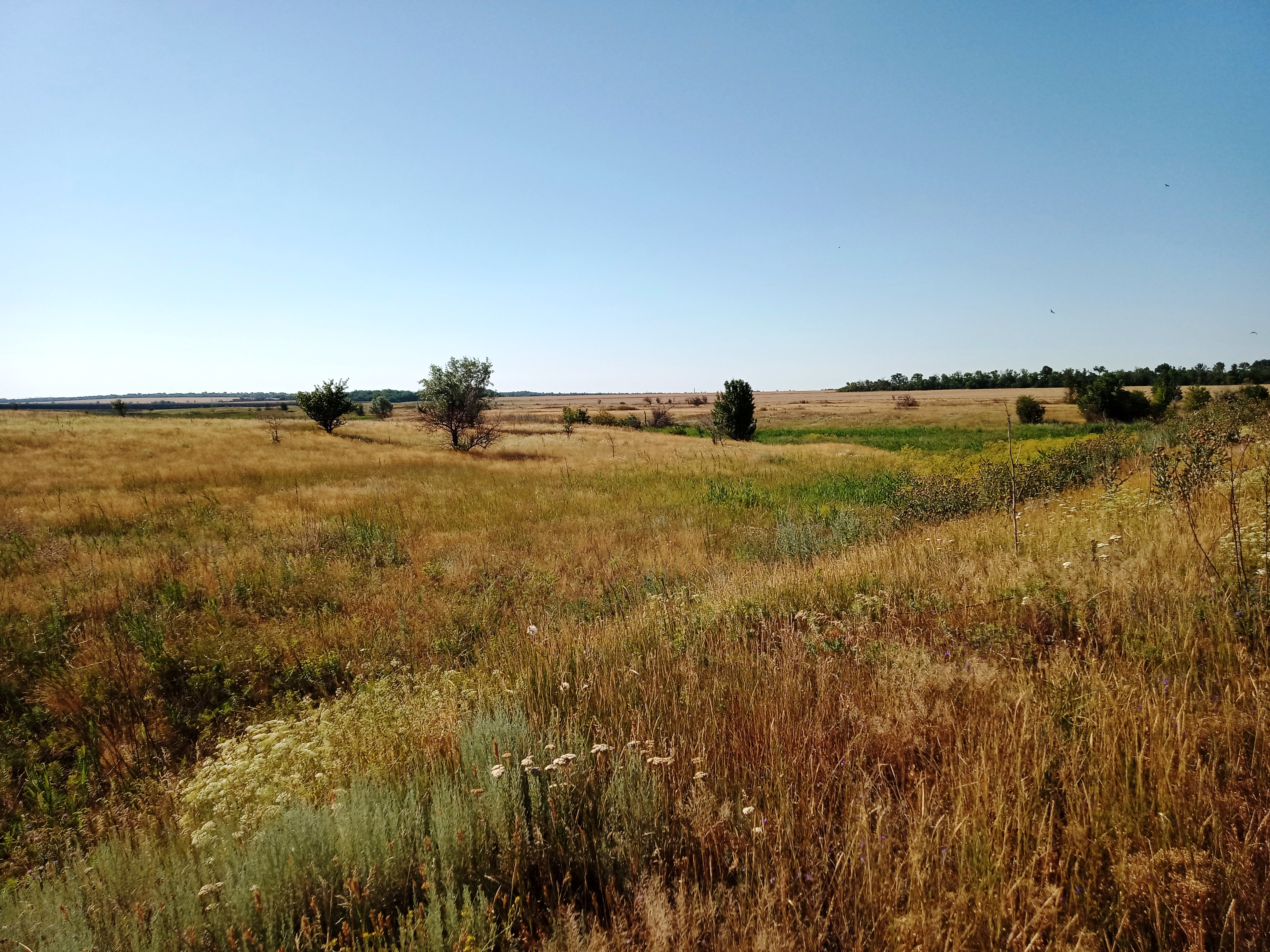
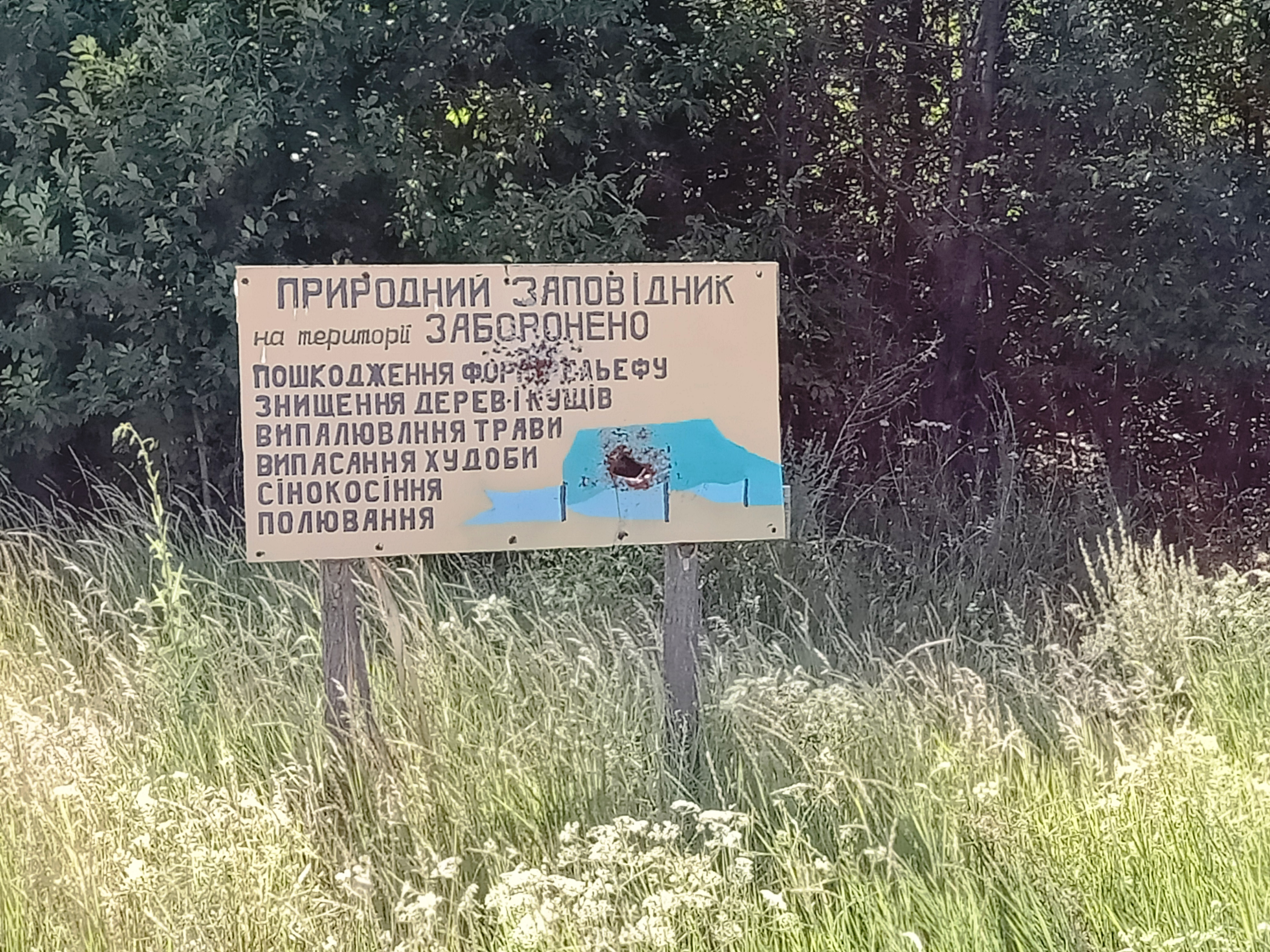
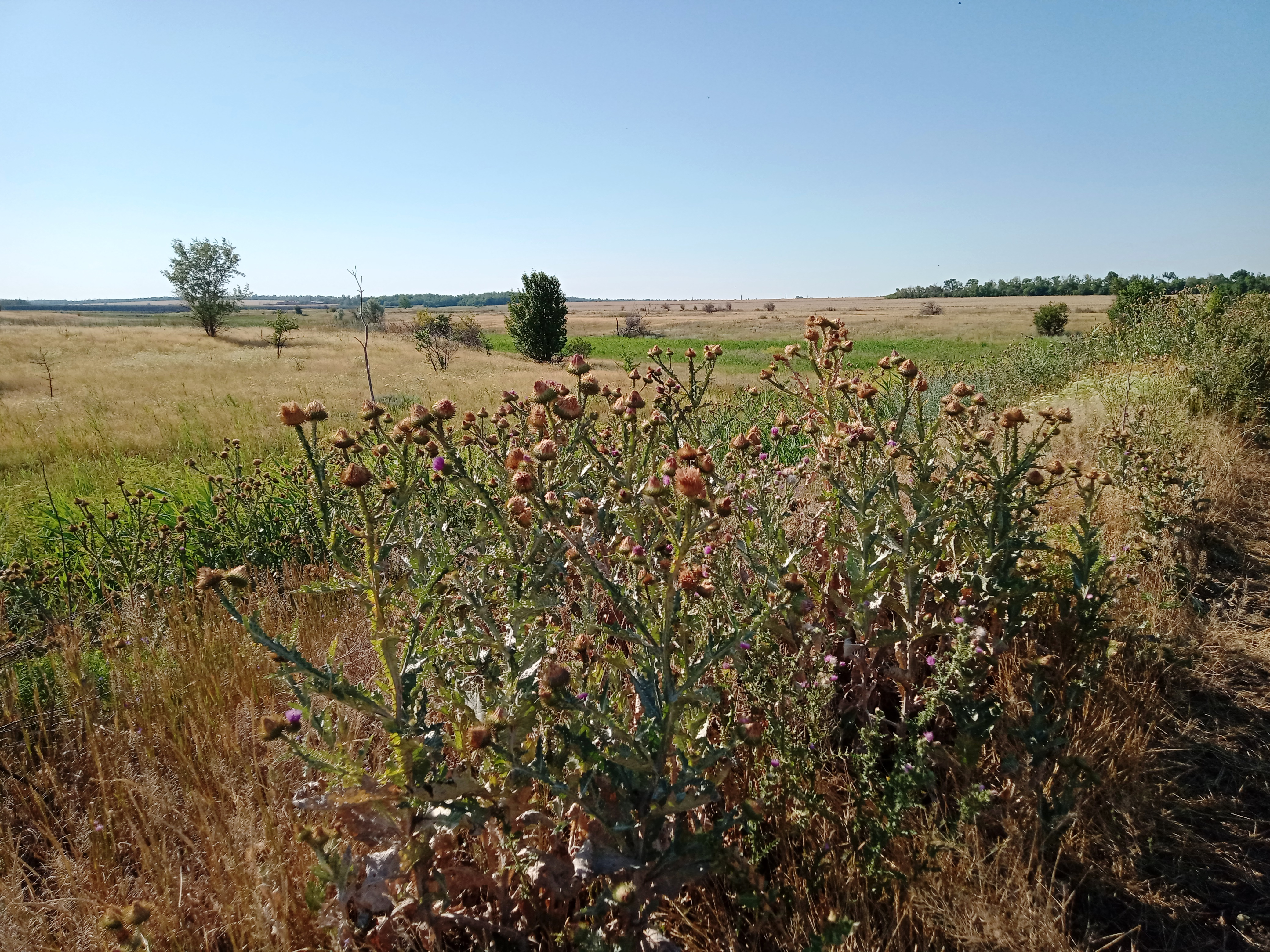